# ناصرالدین محمد بن قلاوون
الناصر محمد (عربی: الملك الناصر ناصر الدين محمد بن قلاوون؛ مارس ۱۲۸۵ – ژوئن ۱۳۴۱)، سلطان مملوک مصر و سوریه که برای سه دوره بر سلطنت ممالیک حکومت راند. وی پسر منصور قلاوون و برادر کوچک‌تر اشرف خلیل بود.